# ماثيو مبوتا
ماثيو مبوتا (بالفرنسية: Matthew Mbuta)‏ (21 ديسمبر 1985 في الكاميرون - ) هو لاعب كرة قدم كاميروني في مركز الوسط. شارك مع منتخب الكاميرون لكرة القدم. أما مع النوادي، فقد لعب مع بروناي دي بي إم إم ودينامو بوخارست ونادي دهوك ونادي سيريانسكا ونيويورك ريد بولز وCrystal Palace Baltimore ‏ وArmy United F.C. ‏ وريتشموند كيكرز ونادي باميندا.

## وصلات خارجية
- ماثيو مبوتا على موقع الدوري الأمريكي (الإنجليزية)
- ماثيو مبوتا على موقع قاعدة بيانات كرة القدم.إي يو (الإنجليزية)
- ماثيو مبوتا على موقع ناشيونال فوتبول تيمز (الإنجليزية)
- ماثيو مبوتا على موقع Soccerway.com (الإنجليزية)